# Droga kołowa

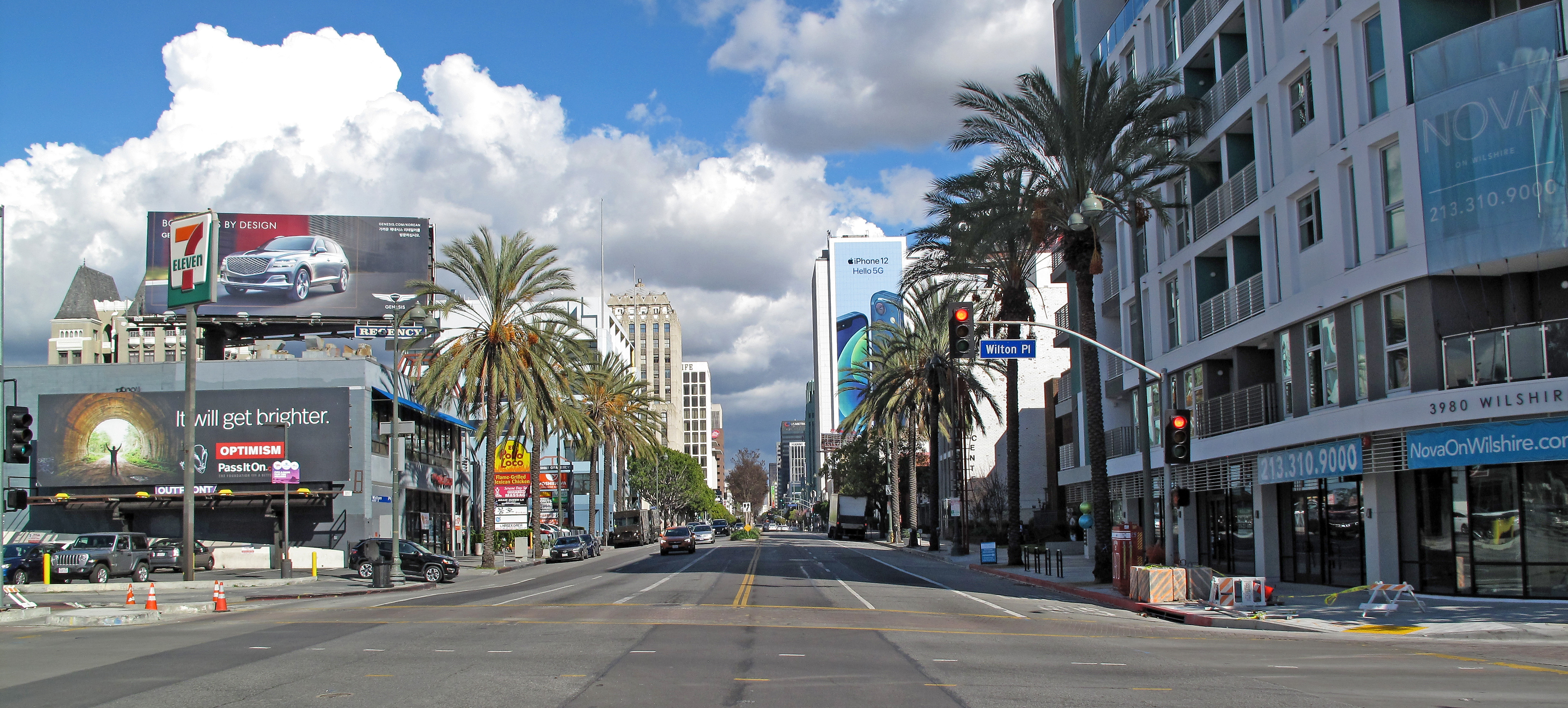
Droga kołowa, którą stanowi ulica.

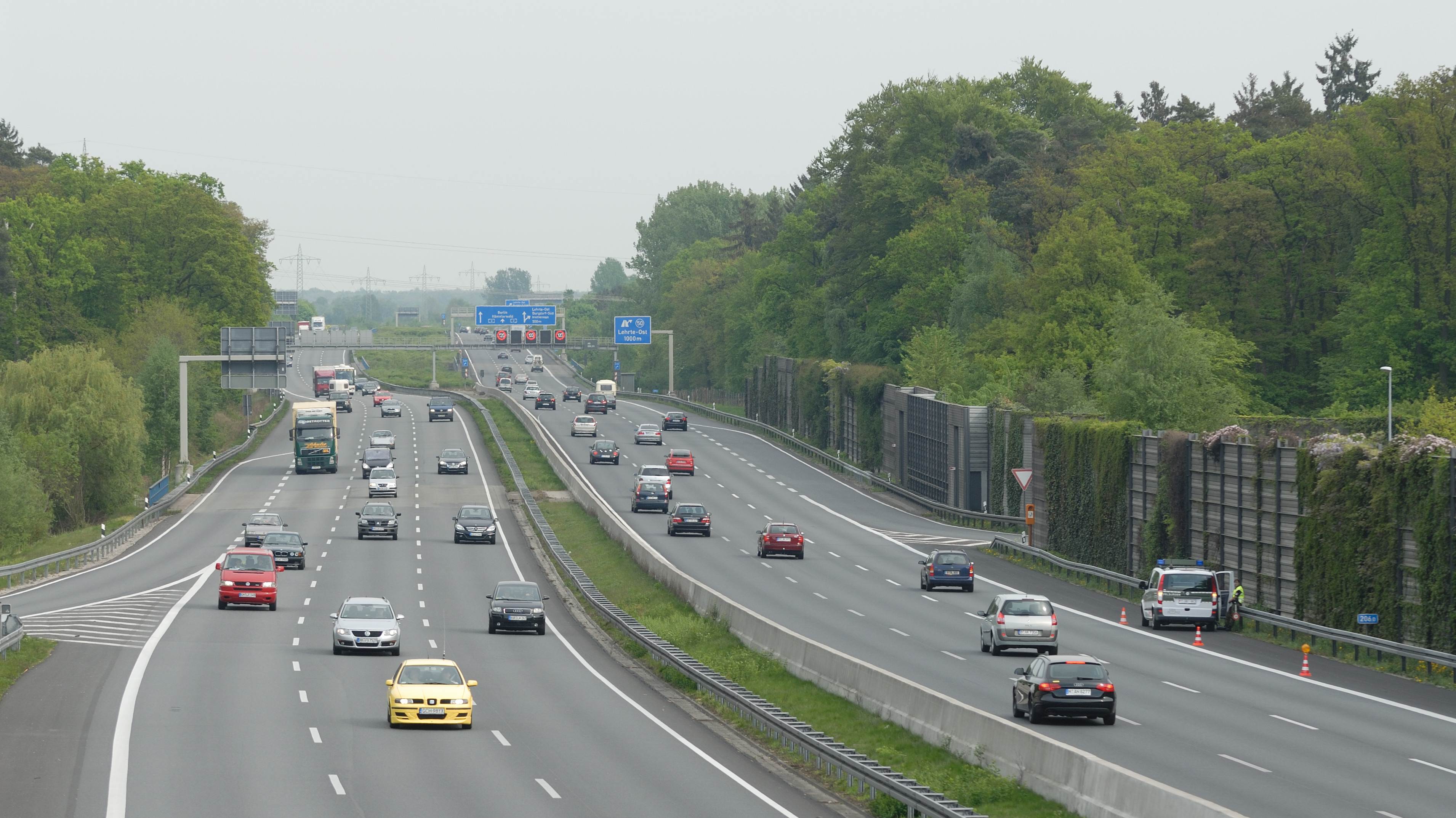
Droga kołowa, którą stanowi autostrada.

Droga kołowa – droga przeznaczona do poruszania się za pomocą pojazdów kołowych. Droga taka zazwyczaj charakteryzuje się utwardzoną nawierzchnią (zwykle asfalt, beton, żwir, szuter, bruk itp.). Utwardzenie składa się zazwyczaj z kilku warstw, ale może nim być również tylko utwardzenie powierzchni gruntu.
Droga kołowa składa się z jezdni (części przeznaczonej dla ruchu pojazdów) oraz pobocza. Pobocze jest niezbędne ze względów konstrukcyjnych (np. ułatwia odprowadzanie wody z nawierzchni). Niekiedy, szczególnie w miastach, pobocze stanowi chodnik, czyli część drogi wydzielona dla ruchu pieszych.
Drogę stanowi również towarzysząca jej infrastruktura, jak: znaki drogowe (poziome i pionowe), słupki odległościowe, parkingi, stacje paliw itp.
Miejsce, w którym spotykają się dwie drogi (przecinają lub łączą), nazywa się skrzyżowaniem. Budowla służąca do przekraczania przeszkody wodnej to most, a budowla służąca do bezkolizyjnego skrzyżowania z inną drogą to wiadukt. Drogę przechodzącą pod powierzchnią ziemi lub pod wodą chroni konstrukcja zwana tunelem.
Zasady zachowania się na drodze regulują odpowiednie prawa. W Polsce jest to Ustawa „Prawo o ruchu drogowym”. Aby uniknąć nieporozumień, w większości krajów obowiązują te same prawa wynikające z Konwencji Wiedeńskiej ratyfikowane przez większość państw europejskich w tym Polskę. Czasem różnice między prawami dwóch państw są niewielkie (np. dotyczą ograniczeń prędkości), ale niekiedy różnice są istotne: np. w niektórych krajach obowiązuje ruch lewostronny.
Pierwsze znane drogi na świecie zbudowali Sumerowie (ok. 2300 p.n.e.), Chińczycy (XI wiek p.n.e.), Inkowie (Wielka Droga Królów).
Zapewne najdoskonalsze drogi starożytności są zasługą Rzymian – niektóre z nich przetrwały do dziś. Drogi rzymskie umożliwiały szybką komunikację legionów, posłańców i kupców, oraz stanowiły siatkę oplatającą całe Imperium, z centralnym punktem – Rzymem (stąd powiedzenie „wszystkie drogi prowadzą do Rzymu”).
Wzdłuż dróg sadzono wysokie drzewa, zwykle akacje lub topole. Drzewa zapewniały cień wędrowcom (latem) i osłonę przed wiatrem (zimą). W późniejszych czasach drzewa dawały również maszerującym wojskom pewien kamuflaż, chroniąc je przed wzrokiem zwiadowców przeciwnika.